# Alfred Appelius

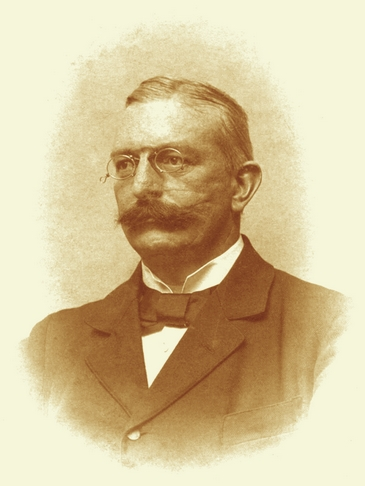
Geheimrat Dr. jur. Alfred Appelius, 1905

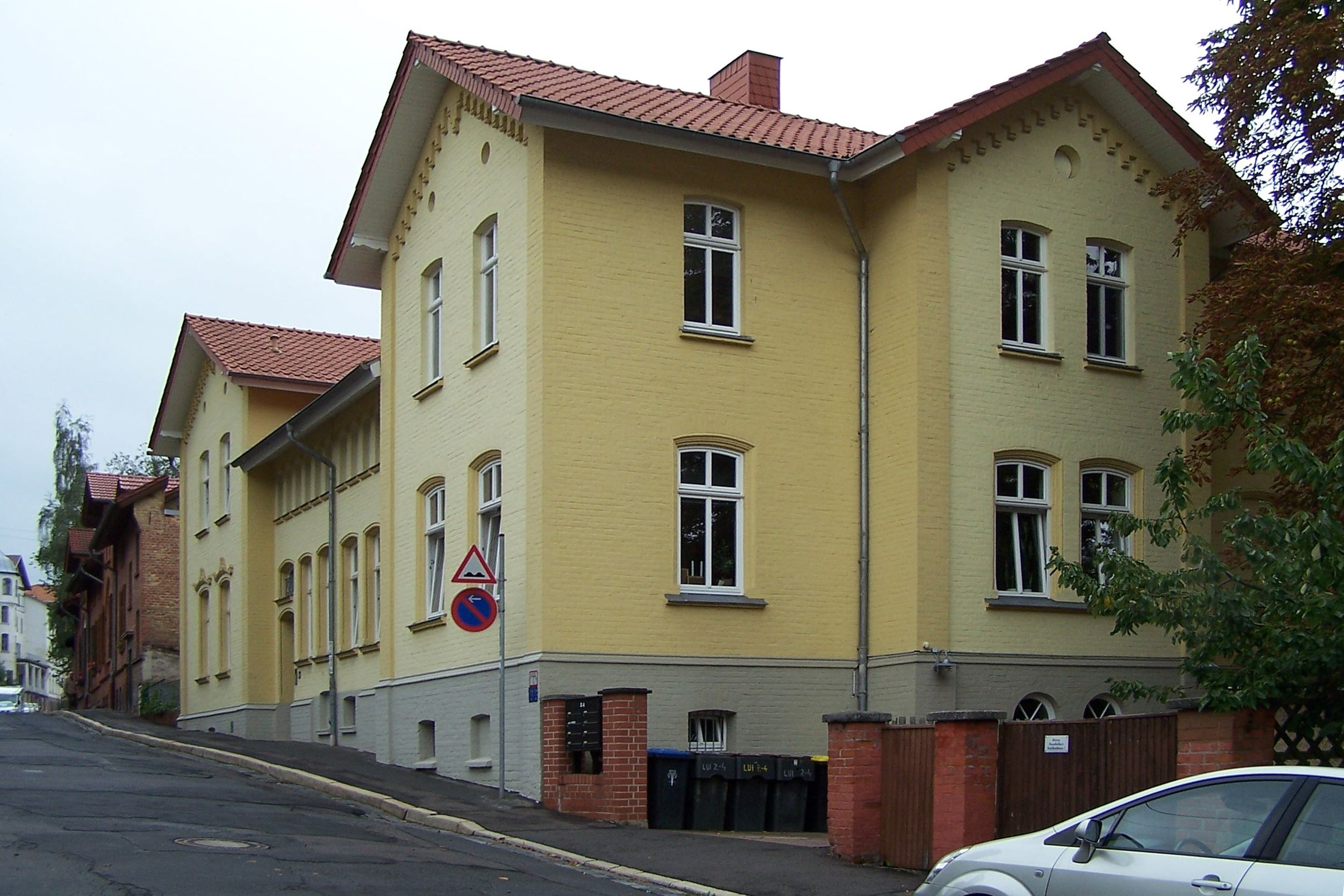
Wohnhaus des Alfred Appelius. Das Haus in der Eisenacher Luisenstraße wurde von seinem Schwiegervater Eduard Sältzer 1872 erbaut

Julius Emil Alfred Appelius (* 29. Juli 1858 in Weida, Thüringen; † 2. April 1932 in Eisenach) war ein deutscher Jurist, Großherzoglich-Sächsischer Geheimer Justizrat, Bürgermeister in Eisenach und der letzte Präsident des Landtages im Großherzogtum Sachsen (Sachsen-Weimar-Eisenach). Er gilt als der „Vater“ des im Jahre 1909 nach dem Grundsatz des im Großherzogtum eingeführten allgemeinen, gleichen und direkten Wahlrechts.

## Leben

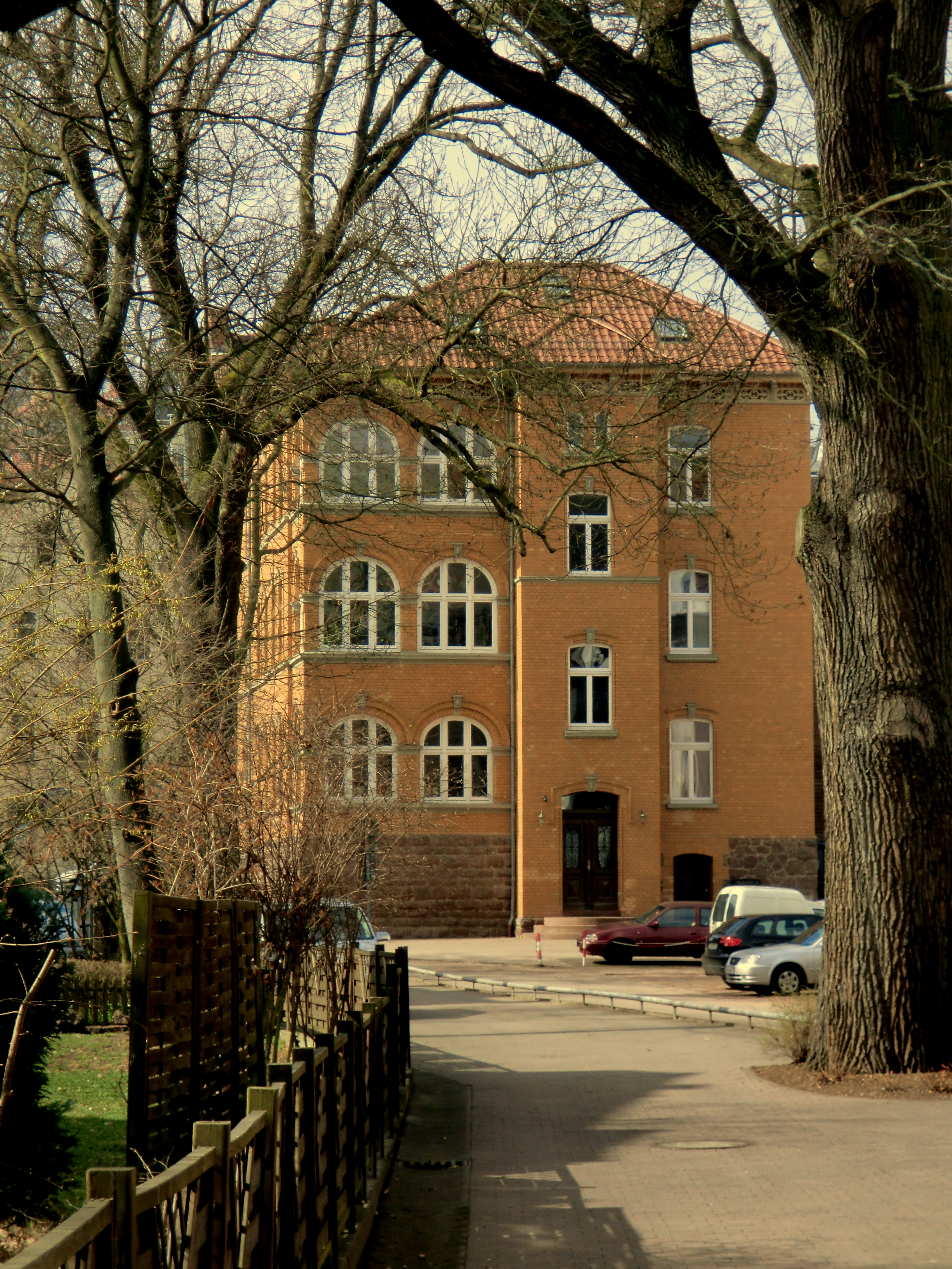
Die 1896 an der alten Stadtmauer erbaute Stadtvilla des Alfred Appelius in der Eisenacher Marienstraße

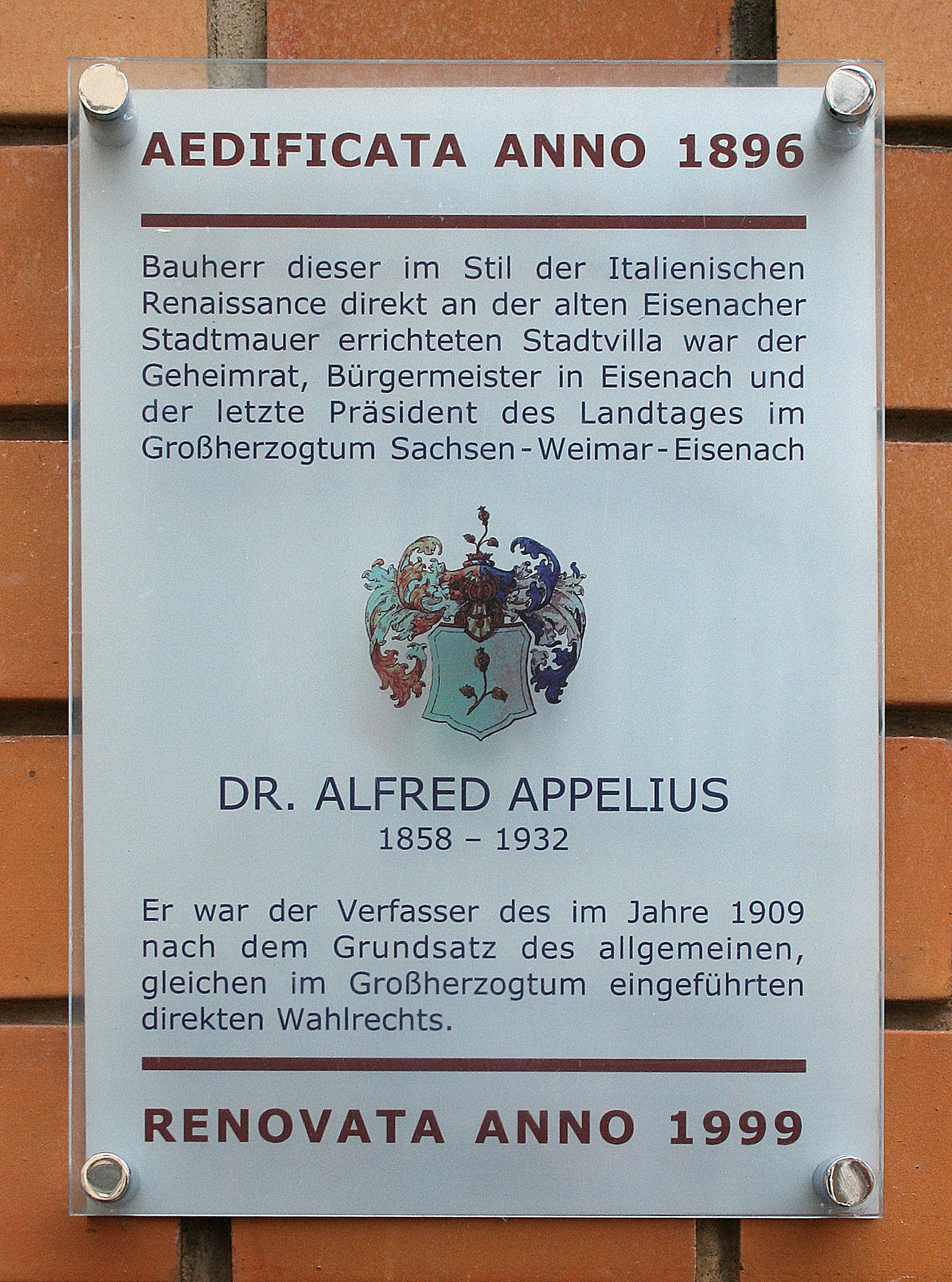
Gedenktafel am Hause Marienstraße 21 in Eisenach

Alfred Appelius wurde 1858 als Sohn des nachmaligen Großherzoglich-SWE-Geheimrates, Landesgerichtspräsidenten und Landtagspräsidenten Dr. h. c. Julius Appelius und der Louise Reinhard, einer Enkelin des Philosophen Christian Schreiber, in Weida geboren.
1886 heiratete er Therese Sältzer, Tochter des Eisenacher Architekten, Baumeisters und Ziegeleibesitzers Eduard Sältzer und der Anna Carolina Maria Wittich, einer Tochter des Großherzoglich Sächsisch-Weimar-Eisenachischen Kanzlers Gustav Wittich. Aus dieser Ehe gingen sechs Kinder hervor.

### Ausbildung und Beruf
Appelius besuchte die Gymnasien in Gera und Eisenach, die er 1874 mit dem Abitur abschloss. Nach Erfüllung seiner militärischen Dienstpflicht im Eisenacher Bataillon studierte er Rechtswissenschaften an den Universitäten in Jena, Halle und an der Friedrich-Wilhelms-Universität Berlin und wurde während seiner Studienzeit im Corps Thuringia aktiv. Nach Abschluss des Studiums und der Promotion zum Doktor der Rechtswissenschaften sowie seiner Referendar- und Assessorzeit war er ab 1886 als Amtsrichter in Eisenach und ab 1894 als Rechtsanwalt am Landgericht sowie als Syndikus verschiedener Industriegesellschaften, später auch als Notar tätig. Um 1902 besaß er eines der ersten zugelassenen Automobile im Großherzoglichen Bezirk Eisenach, einen Wartburg-Motorwagen der Fahrzeugfabrik Eisenach. Appelius war Mitglied der Wartburg-Stiftung und Aufsichtsratsmitglied der Eisenacher Ziegelei, die ursprünglich vom Großvater seiner Frau, Johann Wilhelm Sältzer, errichtet worden war.

### Politisches Wirken
Appelius trat 1879 der Nationalliberalen Partei bei, wurde 1886 in Eisenach Bürgermeister unter Oberbürgermeister Georg von Eucken-Addenhausen und war bis 1904 Mitglied des Stadtrates. Dieses Amt legte er nieder, nachdem er als Vertreter der Stadt Eisenach zum Landtagsabgeordneten gewählt worden war. Im Landtag des Großherzogtums Sachsen gründete er als Gegengewicht zur Deutschkonservativen Partei und den Agrariern die „Liberale Vereinigung“, die unter seiner Federführung wesentlich dazu beitrug, das bestehende indirekte Wahlrecht 1909 in ein Wahlgesetz nach dem Grundsatz des allgemeinen, gleichen und direkten Wahlrechts umzuwandeln.
1907 wurde er zum Vizepräsidenten und 1913 zum Präsidenten des Landtages gewählt. Dieses Amt versah er bis zur Auflösung des Großherzogtums. Appelius wurde Pate des 1912 geborenen Erbgroßherzogs Karl-August von Sachsen-Weimar-Eisenach. Er gehörte lange dem Zentralvorstand der Nationalliberalen Partei an und war dem Vorsitzenden dieser Partei, Ernst Bassermann, in herzlicher Freundschaft verbunden, die sich nach dessen Tod auch auf seinen Nachfolger, den späteren Reichskanzler und Reichsaußenminister Gustav Stresemann übertrug.

### Erster Weltkrieg

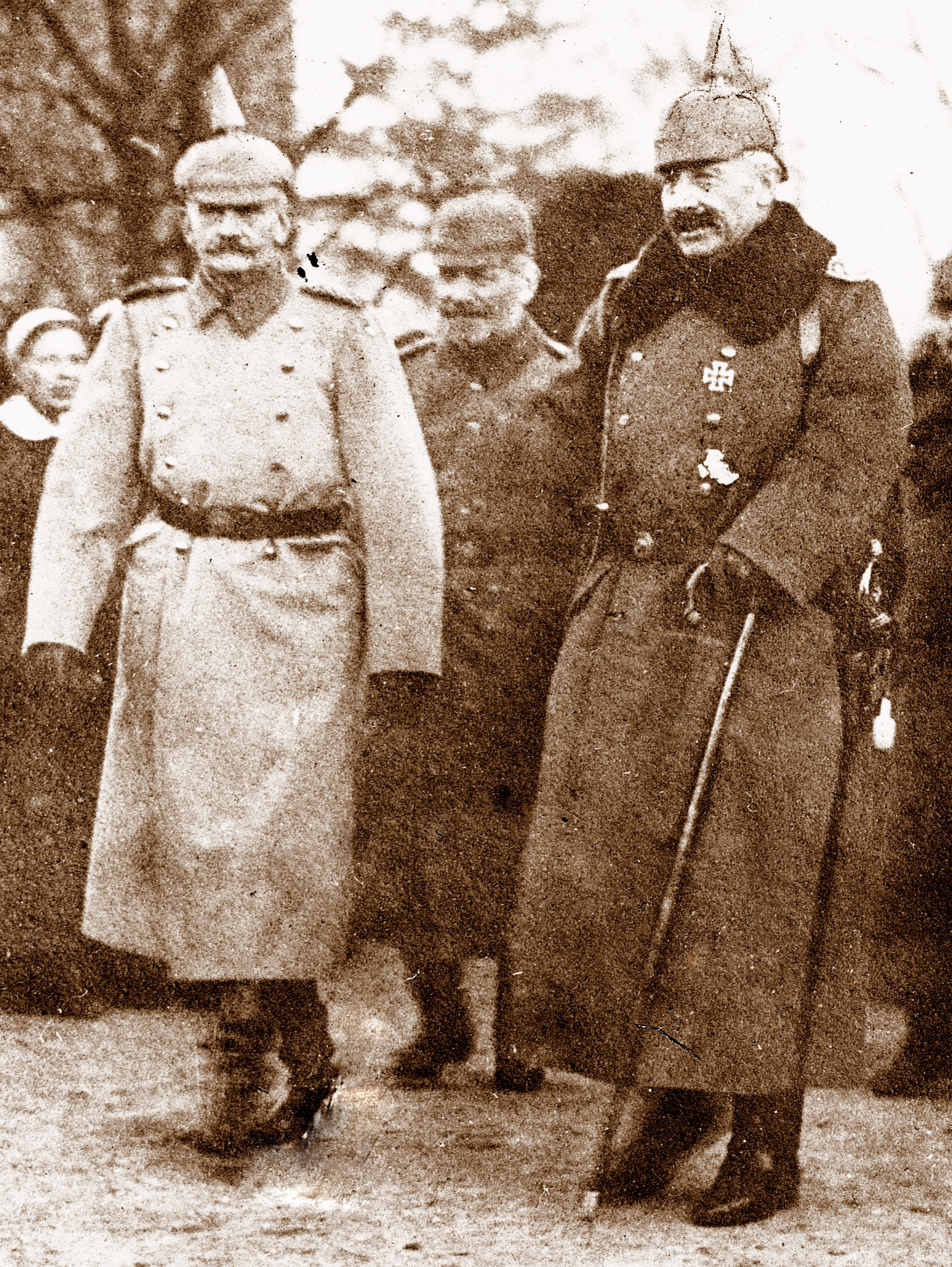
Alfred Appelius (links) mit Kaiser Wilhelm II. im Felde, 1917

Bei Ausbruch des Ersten Weltkrieges stellte er sich im Alter von 56 Jahren als Kriegsfreiwilliger zur Verfügung und nahm als Kompaniechef des Landsturmbataillons Eisenach an der Verteidigung Ostpreußens teil, wo er durch einen Schulterschuss verwundet wurde. 1915 wurde er zunächst als Hauptmann zur Inspektion der Kraftfahrtruppen nach Berlin kommandiert, machte 1916 die Abwehrschlacht von Verdun mit und wurde danach als stellvertretender Kommandeur der Kraftfahrtruppen bei der 5. Armee unter General von Gallwitz eingesetzt. Ausgezeichnet wurde er mit dem Eisernen Kreuz 1. Klasse, dem Großherzoglich-Sächsischen Fällenorden, dem Fürstlich-Lippeschen Militärverdienstkreuz mit Schwertern und mehreren Kriegsmedaillen.